# Lijst van Tweede Kamerleden 1860-1862
Lijst van Tweede Kamerleden 1860-1862 geeft een overzicht van de leden van de Nederlandse Tweede Kamer in de periode tussen de periodieke verkiezingen van 1860 en de periodieke verkiezingen van 1862. De zittingsperiode van de Tweede Kamer ging in op 15 september 1860 en eindigde op 14 september 1862.
De Tweede Kamer telde 72 leden, die gekozen werden in 38 districten. Zij werden gekozen voor een termijn van vier jaar; om de twee jaar werd de helft van de Tweede Kamer vernieuwd.
| Naam                                     | groepering                | district         | begindatum             | einddatum         | refs   |
| ---------------------------------------- | ------------------------- | ---------------- | ---------------------- | ----------------- | ------ |
| Sebastiaan Anemaet                       | thorbeckianen             | Zierikzee        | 20-09-1858 [ d ]       | 14 september 1862 | [ 2 ]  |
| Hubert van Asch van Wijck                | antirevolutionairen       | Amersfoort       | 20-09-1858 [ d ]       | 14 september 1862 | [ 3 ]  |
| Carolus Beens                            | thorbeckianen             | Tilburg          | 15 september 1860      | 18-09-1864 [ e ]  | [ 4 ]  |
| Warnardus Begram                         | conservatieven            | Gorinchem        | 15-02-1859 [ f ]       | 14 september 1862 | [ 5 ]  |
| Gerardus Betz                            | thorbeckianen             | Rotterdam        | 15-02-1859 [ f ]       | 1 februari 1862   | [ 6 ]  |
| Charles de Bieberstein Rogalla Zawadsky  | thorbeckianen             | Maastricht       | 20-09-1858 [ d ]       | 14 september 1862 | [ 7 ]  |
| François Blom                            | liberalen                 | Rotterdam        | 24 april 1862          | 18-09-1864 [ e ]  | [ 8 ]  |
| Pieter Blussé van Oud-Alblas             | thorbeckianen             | Dordrecht        | 15 september 1860      | 18-09-1864 [ e ]  | [ 9 ]  |
| Pieter van Bosse                         | liberalen                 | Zutphen          | 15 september 1860      | 18-09-1864 [ e ]  | [ 10 ] |
| Johannes Bots                            | thorbeckianen             | Eindhoven        | 15 september 1860      | 18-09-1864 [ e ]  | [ 11 ] |
| Willem de Brauw                          | conservatief-protestanten | Gouda            | 15 september 1860      | 15 mei 1861       | [ 12 ] |
| Willem de Brauw                          | conservatief-protestanten | Gouda            | 25 juni 1861           | 18-09-1864 [ e ]  | [ 12 ] |
| Isaäc ter Bruggen Hugenholtz             | thorbeckianen             | Dokkum           | 20-09-1858 [ d ]       | 14 september 1862 | [ 13 ] |
| Simon Cool                               | liberalen                 | Amsterdam        | 15 september 1860      | 18-09-1864 [ e ]  | [ 14 ] |
| Karel Cornelis                           | thorbeckianen             | Roermond         | 20 september 1861      | 18-09-1864 [ e ]  | [ 15 ] |
| Isaäc Delprat                            | conservatieven            | 's-Gravenhage    | 20-09-1858 [ d ]       | 14 september 1862 | [ 16 ] |
| Bernhard van Diggelen                    | liberalen                 | Goes             | 15 september 1860      | 18-09-1864 [ e ]  | [ 17 ] |
| Jacob Dirks                              | conservatieven            | Leeuwarden       | 12 november 1860       | 18-09-1864 [ e ]  | [ 18 ] |
| Gustaaf Dommer van Poldersveldt          | conservatief-katholieken  | Nijmegen         | 26 september 1860      | 17 mei 1862       | [ 19 ] |
| Willem Dullert                           | thorbeckianen             | Zutphen          | 20-09-1858 [ d ]       | 14 september 1862 | [ 20 ] |
| Gerard Dumbar                            | thorbeckianen             | Deventer         | 8 mei 1862             | 18-09-1864 [ e ]  | [ 21 ] |
| Albertus Duymaer van Twist               | liberalen                 | Amsterdam        | 20-09-1858 [ d ]       | 14 september 1862 | [ 22 ] |
| Daniël van Eck                           | thorbeckianen             | Middelburg       | 15 september 1860      | 18-09-1864 [ e ]  | [ 23 ] |
| Pieter Elout van Soeterwoude             | antirevolutionairen       | Gorinchem        | 15 september 1860      | 18-09-1864 [ e ]  | [ 24 ] |
| Cornelis van Foreest                     | conservatief-protestanten | Alkmaar          | 15 september 1860      | 18-09-1864 [ e ]  | [ 25 ] |
| Siebert van Franck                       | conservatieven            | Amsterdam        | 20-09-1858 [ d ]       | 14 september 1862 | [ 26 ] |
| Isaäc Fransen van de Putte               | liberalen                 | Rotterdam        | 24 april 1862          | 14 september 1862 | [ 27 ] |
| Willem Gevers Deynoot                    | thorbeckianen             | 's-Gravenhage    | 15 september 1860      | 18-09-1864 [ e ]  | [ 28 ] |
| Jan van Goltstein                        | conservatieven            | Amersfoort       | 15 september 1860      | 18-09-1864 [ e ]  | [ 29 ] |
| Norbertus Guljé                          | thorbeckianen             | Breda            | 24 april 1862          | 14 september 1862 | [ 30 ] |
| Jan Heemskerk Azn.                       | liberalen                 | Amsterdam        | 15 september 1860      | 18-09-1864 [ e ]  | [ 31 ] |
| Jan Heemskerk Bzn.                       | thorbeckianen             | Haarlem          | 20-09-1858 [ d ]       | 14 september 1862 | [ 32 ] |
| Louis van Heiden Reinestein              | conservatieven            | Assen            | 15 september 1860      | 18-09-1864 [ e ]  | [ 33 ] |
| Cornelis van Heukelom                    | liberalen                 | Amsterdam        | 15 september 1860      | 18-09-1864 [ e ]  | [ 34 ] |
| Christianus Heydenrijck                  | liberalen                 | Nijmegen         | 9 juli 1862            | 18-09-1864 [ e ]  | [ 35 ] |
| Cornelis Hoekwater                       | conservatieven            | Delft            | 15 september 1860      | 18-09-1864 [ e ]  | [ 36 ] |
| Wolter van Hoëvell                       | thorbeckianen             | Almelo           | 15 september 1860      | 1 juli 1862       | [ 37 ] |
| Mari Hoffmann                            | conservatief-protestanten | Gouda            | 20-09-1858 [ d ]       | 14 september 1862 | [ 38 ] |
| Anthony Hoynck van Papendrecht           | liberalen                 | Rotterdam        | 20-09-1858 [ d ]       | 14 september 1862 | [ 39 ] |
| Wieger Idzerda                           | thorbeckianen             | Leeuwarden       | 20-09-1858 [ d ]       | 14 september 1862 | [ 40 ] |
| Franciscus Jespers                       | thorbeckianen             | Tilburg          | 20-09-1858 [ d ]       | 14 september 1862 | [ 41 ] |
| Jacobus de Kempenaer                     | conservatieven            | Tiel             | 20-09-1858 [ d ]       | 24 september 1860 | [ 42 ] |
| Hyacinthus Kerstens                      | liberalen                 | Boxmeer          | 15 september 1860      | 18-09-1864 [ e ]  | [ 43 ] |
| Nicolaas Kien                            | conservatieven            | Utrecht          | 20-09-1858 [ d ]       | 14 september 1862 | [ 44 ] |
| Marten Kingma                            | liberalen                 | Dokkum           | 15 september 1860      | 18-09-1864 [ e ]  | [ 45 ] |
| Willem van Lidth de Jeude                | conservatieven            | Tiel             | 12 november 1860       | 14 september 1862 | [ 46 ] |
| Gijsbertus van der Linden                | thorbeckianen             | Almelo           | 20-09-1858 [ d ]       | 14 september 1862 | [ 47 ] |
| Hendrik van Loghem                       | liberalen                 | Almelo           | 15-09-1862 [ u ] [ v ] | 18-09-1864 [ e ]  | [ 48 ] |
| Pieter de Lom de Berg                    | conservatief-katholieken  | Roermond         | 20-09-1858 [ d ]       | 14 september 1862 | [ 49 ] |
| Aloysius Luyben                          | conservatief-katholieken  | 's-Hertogenbosch | 20-09-1858 [ d ]       | 14 september 1862 | [ 50 ] |
| Wilco Lycklama à Nijeholt                | conservatieven            | Sneek            | 20-09-1858 [ d ]       | 14 september 1862 | [ 51 ] |
| Willem van Lynden                        | antirevolutionairen       | Arnhem           | 15 september 1860      | 18-09-1864 [ e ]  | [ 52 ] |
| Æneas Mackay                             | antirevolutionairen       | Arnhem           | 20-09-1858 [ d ]       | 1 juli 1862       | [ 53 ] |
| Evert du Marchie van Voorthuysen         | conservatieven            | Utrecht          | 15 september 1860      | 18-09-1864 [ e ]  | [ 54 ] |
| Karel Meeussen                           | thorbeckianen             | Breda            | 20-09-1858 [ d ]       | 1 februari 1862   | [ 55 ] |
| Antonius Meijlink                        | conservatief-katholieken  | Eindhoven        | 20-09-1858 [ d ]       | 14 september 1862 | [ 56 ] |
| Haye Mensonides                          | liberalen                 | Hoorn            | 20-09-1858 [ d ]       | 14 september 1862 | [ 57 ] |
| Pieter Mijer                             | conservatieven            | Zwolle           | 18 september 1860      | 18-09-1864 [ e ]  | [ 58 ] |
| Joannes van Nispen van Sevenaer          | liberalen                 | Nijmegen         | 20-09-1858 [ d ]       | 14 september 1862 | [ 59 ] |
| Nicolaas Olivier                         | thorbeckianen             | Rotterdam        | 15 september 1860      | 1 februari 1862   | [ 60 ] |
| Cornelis Oomen                           | liberalen                 | Breda            | 15 september 1860      | 18-09-1864 [ e ]  | [ 61 ] |
| Johannes de Poorter                      | thorbeckianen             | 's-Hertogenbosch | 15 september 1860      | 18-09-1864 [ e ]  | [ 62 ] |
| Karel Poortman                           | thorbeckianen             | Alkmaar          | 20-09-1858 [ d ]       | 14 september 1862 | [ 63 ] |
| Gerrit de Raadt                          | liberalen                 | Dordrecht        | 20-09-1858 [ d ]       | 14 september 1862 | [ 64 ] |
| Gerlach van Reenen                       | conservatieven            | Amsterdam        | 20-09-1858 [ d ]       | 14 september 1862 | [ 65 ] |
| Geert Reinders                           | liberalen                 | Zuidhorn         | 20-09-1858 [ d ]       | 14 september 1862 | [ 66 ] |
| Rutger Schimmelpenninck van Nijenhuis    | conservatieven            | Leiden           | 15 september 1860      | 18-09-1864 [ e ]  | [ 67 ] |
| Jan Slicher van Domburg                  | conservatieven            | Middelburg       | 20-09-1858 [ d ]       | 14 september 1862 | [ 68 ] |
| Carel Storm van 's Gravesande            | conservatief-liberalen    | Steenwijk        | 15 september 1860      | 18-09-1864 [ e ]  | [ 69 ] |
| Martin Strens                            | liberalen                 | Roermond         | 15 september 1860      | 14 maart 1861     | [ 70 ] |
| Pieter Taets van Amerongen tot Natewisch | conservatieven            | Leiden           | 20-09-1858 [ d ]       | 14 september 1862 | [ 71 ] |
| Johan Rudolph Thorbecke                  | thorbeckianen             | Deventer         | 15 september 1860      | 31 januari 1862   | [ 72 ] |
| Peter Tutein Nolthenius                  | conservatieven            | Hoorn            | 15 september 1860      | 18-09-1864 [ e ]  | [ 73 ] |
| Petrus van der Veen                      | conservatief-liberalen    | Assen            | 20-09-1858 [ d ]       | 14 september 1862 | [ 74 ] |
| Rembertus Westerhoff                     | thorbeckianen             | Appingedam       | 15 september 1860      | 18-09-1864 [ e ]  | [ 75 ] |
| Berend Wichers                           | thorbeckianen             | Groningen        | 15 september 1860      | 18-09-1864 [ e ]  | [ 76 ] |
| Edmond van Wintershoven                  | thorbeckianen             | Maastricht       | 15 september 1860      | 18-09-1864 [ e ]  | [ 77 ] |
| Willem Wintgens                          | conservatieven            | Delft            | 20-09-1858 [ d ]       | 14 september 1862 | [ 78 ] |
| Schelte Wybenga                          | conservatief-liberalen    | Sneek            | 15 oktober 1860        | 18-09-1864 [ e ]  | [ 79 ] |
| Jan Zijlker                              | thorbeckianen             | Appingedam       | 20-09-1858 [ d ]       | 14 september 1862 | [ 80 ] |
| Jacob van Zuylen van Nijevelt            | thorbeckianen             | Zwolle           | 20-09-1858 [ d ]       | 14 maart 1861     | [ 81 ] |
| Jules van Zuylen van Nijevelt            | antirevolutionairen       | Zwolle           | 1 mei 1861             | 14 september 1862 | [ 82 ] |

1815-1818 ·
1818-1821 ·
1821-1824 ·
1824-1827 ·
1827-1830 ·
1830-1833 ·
1833-1836 ·
1836-1839 ·
1839-1842 ·
1842-1845 ·
1845-1848 ·
1848-1849 ·
1849-1850 ·
1850-1852 ·
1852-1853 ·
1853-1854 ·
1854-1856 ·
1856-1858 ·
1858-1860 ·
1860-1862 ·
1862-1864 ·
1864-1866 ·
1866 (sep) ·
1866-1868 ·
1868-1869 ·
1869-1871 ·
1871-1873 ·
1873-1875 ·
1875-1877 ·
1877-1879 ·
1879-1881 ·
1881-1883 ·
1883-1884 ·
1884-1886 ·
1886-1887 ·
1887-1888 ·
1888-1891 ·
1891-1894 ·
1894-1897 ·
1897-1901 ·
1901-1905 ·
1905-1909 ·
1909-1913 ·
1913-1917 ·
1917-1918 ·
1918-1922 ·
1922-1925 ·
1925-1929 ·
1929-1933 ·
1933-1937 ·
1937-1946 ·
1946-1948 ·
1948-1952 ·
1952-1956 ·
1956-1959 ·
1959-1963 ·
1963-1967 ·
1967-1971 ·
1971-1972 ·
1972-1977 ·
1977-1981 ·
1981-1982 ·
1982-1986 ·
1986-1989 ·
1989-1994 ·
1994-1998 ·
1998-2002 ·
2002-2003 ·
2003-2006 ·
2006-2010 ·
2010-2012 ·
2012-2017 ·
2017-2021 ·
2021-2023 ·
2023-heden
Overzicht historische zetelverdeling